# Compostela

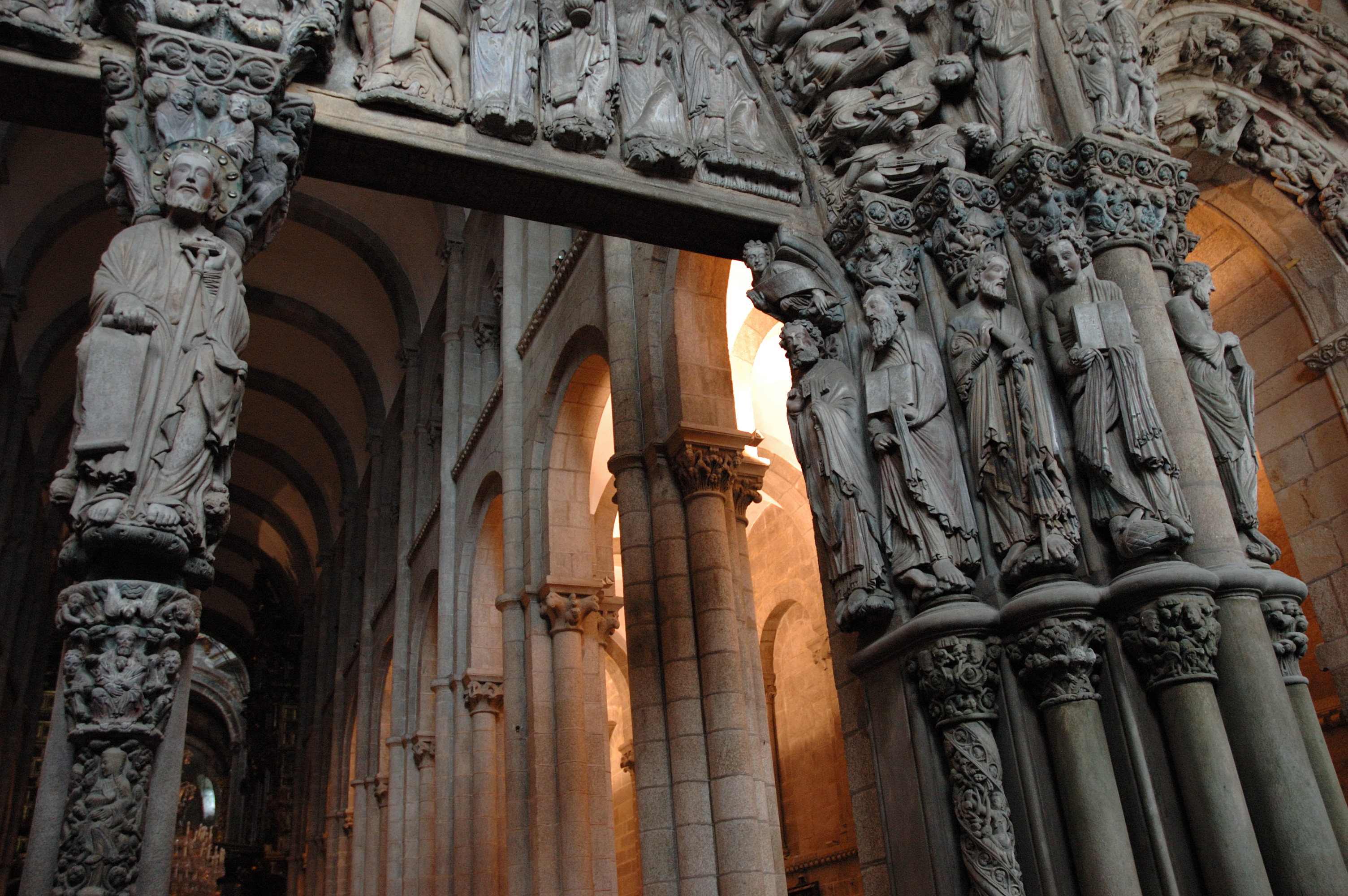
Il Portico della Gloria, ingresso della Cattedrale di Santiago

La Compostela è un documento religioso redatto in latino rilasciato dall'autorità ecclesiastica di Santiago di Compostela ai pellegrini che hanno compiuto il Cammino alla tomba dell'apostolo San Giacomo.
Nel medioevo era un documento molto importante, conferito dal cardinale maggiore, ossia il penitenziere dell'arcidiocesi di Santiago di Compostela, perché il pellegrinaggio era una forma legata allo scioglimento di voti o alla penitenza di peccati molto gravi. In alcuni casi il pellegrinaggio era anche una pena civile, cioè il condannato veniva allontanato dalla comunità nella quale aveva commesso reati e riammesso solo dopo aver compiuto un pellegrinaggio di conversione.

## Condizioni per il rilascio della Compostela
Il certificato può essere rilasciato solo a chi abbia percorso il Cammino per motivi religiosi e spirituali e che presenti una Credenziale che riporti testimonianze scritte (timbri) che attestino un percorso di almeno 100 chilometri (200 se si è in bicicletta). A coloro che lo percorressero per soli motivi culturali, sportivi o turistici viene rilasciato un attestato di percorrenza scritto, differentemente da quella per motivi religiosi, in lingua spagnola.
Nel pellegrinaggio moderno fanno fede i timbri apposti al "passaporto del pellegrino" rilasciato ed ottenibile nei punti di partenza più frequentati e popolari (ad es. Saint-Jean-Pied-de-Port per il Camino Francés). Sono richiesti almeno due timbri per ogni giorno di cammino, che vengono rilasciati da molti locali, negozi, pensioni, alberghi e luoghi storici vicini al cammino (chiese e cappelle), per i pellegrini che decidono di compiere solo gli ultimi 100 km del Cammino.
La Compostela viene rilasciata dall'ufficio del pellegrino, posto nella zona retrostante a destra della cattedrale.